# Népliget
Népliget (doslova česky lidové sady) jsou park v hlavním městě Maďarska, v Budapešti. Z administrativního hlediska se nachází v X. obvodu na hranici VIII. a IX. obvodu. Ačkoli celá plocha parku patří do X. budapešťského obvodu, mnoho lidí ho považuje za součást IX. obvodu, včetně Ferencvárosu, a to kvůli Groupama Areně, stadionu TC Ferencváros, který se nachází necelých 100 metrů od jihozápadního rohu.
Park byl zřízen v 60. letech 19. století, a to na základě iniciativy Józsefa Sárkányho. Jeho rozsah se v průběhu dějin města měnil, největšího dosáhl v roce 1942. V současné podobě má podobu parku s řadou stromů, květinových záhonů a trávníků a rozlohu má 112 hektarů. Značnou část jeho plochy však zabírají sportovní zařízení, která jsou veřejnosti nepřístupná, takže plocha zeleně, kterou lze skutečně považovat za veřejný park představuje zhruba méně než polovinu.
Park je přístupný linkou metra M3 přes stejnojmennou stanici metra.